# Korzikaiak
A korzikaiak vagy korzok a Korzikát lakó újlatin nyelvű népcsoport. Sokan olasznak tartják őket, mert nyelvészeti vélemények szerint a korzikai nyelv annyira közel áll a toszkán nyelvjáráshoz, amely az olasz irodalmi nyelv alapja, hogy gyakorlatilag toszkán alnyelvjárásnak kellene inkább tekinteni.
Korzika szigete a mai napig Franciaország része. A sziget 302 ezer lakójából 290 ezer tekinthető effektíven korznak, de diaszpórában még rengeteg korz nemzetiségű él, becslések szerint a 600 ezret is megközelíti a korz nemzetiségűek száma.
A leghíresebb korzikai a világtörténelemben a hadviselés mestere, Bonaparte Napóleon, Franciaország első császára, napjainkban is az első francia ikon.

## Eredetük
Az első embercsoportok Korzikán a ligurok voltak, pontosabban egy toszkánokkal kevert törzs, amely Szardínia egyes részein is megtelepedett. A 3. és 4. évezred között az arzachenai kultúra fejlődött ki a szigeten. A következő évszázadokban a szigetet különféle népek birtokolták vagy lakták, így etruszkok, görögök, punok, rómaiak, szárdok, vandálok, arabok, bizánciak. Elmondható, hogy a mai korzok is ezen népek töredékeinek összeolvadásával is jöttek létre. A középkor folyamán Pisa és Genova uralták a szigetet, de a francia uralomig állt aragóniai és piemonti fennhatóság alatt is. Némi időre a korzok függetlenséget is szereztek maguknak, végül Franciaország bekebelezte a szigetet.
A korzok franciásításával a központi hatalom a forradalom után többször próbálkozott, de lakóhelyük sziget jellege ezt nem tette lehetővé. A sziget napjainkban sem a legfejlettebb régiója Franciaországnak. Társadalmilag is kissé elmaradott (gyakori a családok közti széthúzás, a bosszú). Sok korz a nehéz gazdasági helyzet miatt hagyta el korábban a szigetet. Gyakoriak a szeparatista megnyilvánulások, de a francia uralmat a sziget felett komolyabban nem ingatta meg semmi az utóbbi két és fél évszázad alatt.
A korzikaiak kizárólag római katolikus vallásúak.

## A nyelv
A korzikai nyelv közel áll a toszkán nyelvjáráshoz és az olaszhoz. Tulajdonképpen átmenetnek tekinthető az olasz és a szárd nyelv között (utóbbi ténylegesen is különálló újlatin nyelv). A korz nyelvet Franciaország elismeri, de hivatalos szervezet nem szabályozza. Beszélnek ezenkívül a korzok franciául is, Bonifacióban pedig egy ligur nyelvvel (a galloromán nyelvcsalád része) kevert dialektust is.